# Надворный суд
Надво́рный суд (гофгерихт) — наименование различных судебных органов со специальной компетенцией, созданных в Российской империи под влиянием судебной системы Швеции.

## Гофгерихты (надворные суды; губернские суды) при Петре I
Гофгерихты (надворные суды; губернские суды) — учреждены именным указом Петра I от 8 (19) января 1719 года в качестве органов апелляционной и первой инстанции в Санкт-Петербурге, Москве, Воронеже, Казани, Нижнем Новгороде, Смоленске и Тобольске. Позднее был учреждён гофгерихт в Енисейске. В судебное присутствие входили президент, вице-президент и асессоры. Именным указом от 24 февраля 1727 года гофгерихты были упразднены.

## Гофгерихты в Лифляндии и Курляндии
Hofgericht (гофгерихт) — высший суд в Лифляндской губернии. Учреждён по указу короля Швеции в 1630 году, Продолжал функционировать после присоединения Лифляндии к России, сохранив установленные шведами функции и штат. Состоял из президента, вице-президента, двух ландратов, двух советников и двух асессоров. Члены суда, за исключением советников, избирались лифляндским дворянством, а один из асессоров — эзельским; советники назначались Сенатом. Находился в городе Риге, просуществовал до введения в 1889 году в прибалтийских губерниях учреждений судебной реформы Александра II. В Курляндской губернии аналогичный суд назывался обергофгерихт.

## Надворные суды со времён Екатерины II
Верхний надворный суд и нижний надворный суд — созданы в соответствии с указом Екатерины II от 7 ноября 1775 года «Учреждения для управления губерний», на основании которого в 1775—1785 годах была проведена реформа административно-территориального деления Российской империи. Согласно главе XXX Учреждения о губерниях, верхний надворный суд делился на два департамента — гражданский и уголовный. В столице создавался также нижний надворный суд. В верхнем надворном суде заседали два председателя, которые назначались государем по представлению Сената и избирались «из достойных людей». Правительствующий сенат назначал двух советников и четырёх асессоров. При верхнем надворном суде состоял прокурор, назначаемый Сенатом по представлению генерал-прокурора. Суды были открыты в 1780 году в Санкт-Петербурге и Москве, в 1785 году верхний надворный суд был учреждён в Архангельске, в 1797 году в Вильно (Вильнюсе) и в Житомире. Надворные суды имели право рассматривать уголовные и гражданские дела лиц, находящихся на военной, придворной и гражданской службе, и дела разночинцев.
После утверждения уставов Петербурга в 1798 году и Москвы в 1799 году, учреждавших городовые суды, верхние надворные суды подлежали упразднению. С 1802 года надворные суды функционировали лишь в Санкт-Петербурге и Москве, а состав суда назначался императором России. Упразднены в 1866 году в ходе судебной реформы Александра II.

## Гофгерихты в Великом княжестве Финляндском
Императорский гофгерихт (швед. Hovrätt, фин. Hovioikeus) — в Финляндии окружная апелляционная инстанция для судов нескольких губерний; действовали суды в Або (учреждён шведскими властями в 1623 году), в Вазе (учреждён шведскими властями в 1775 году) и в Выборге (Выборгский гофгерихт учреждён российскими властями в 1839 году). Сложившаяся в Великом княжестве Финляндском система апелляционных судов сохраняется, с изменениями, в современной Финляндской Республике. Каждый гофгерихт состоит из председателя (Hovrättspresident, Hovioikeuden presidentti), вице-председателя (Hovrättsvicepresident, Hovioikeuden varapresidentti), секретаря гофгерихта (Hovrättssekreterare, Hovioikeuden sihteeri) и советников (Hovrättsråd, Hovioikeudenneuvos) и асессоров (Hovrättsassessor, Hovioikeudenasessori). В подчинении у секретаря гофгерихта действуют протонотариус (Hovrättsprotonotarie, Hovioikeuden pronotaari), нотариусы (Hovrättsnotarie, Hovioikeuden notaari), эстранотариусы  (Hovrättsextraordinarie, Hovioikeuden ylimääräinen notaari), регистраторы (Hovrättsregistrator, Hovioikeuden kirjaaja), канцеляристы (Hovrättskanslist, Hovioikeuden kanslisti) и актуариусы гофгерихта (Hovrättsaktuarie, Hovioikeuden aktuaari). Прокурорский надзор на уровне гофгерихта осуществляют адвокат-фискалы (Advokatfiskal, Kanneviskaali), в подчинении у которого были вице-адвокат-фискал (Varakanneviskaali) и экстра-адвокат-фискалы